# ひきこもりの彼女は神なのです。
『ひきこもりの彼女は神なのです。』（ひきこもりのかのじょはかみなのです）は、すえばしけんによる日本のライトノベル。イラストはみえはるが担当。ホビージャパン・HJ文庫刊。

## あらすじ
高校進学を機に、とある学生寮での新生活をスタートさせた主人公・名塚天人。だが彼が本来入るべき部屋には"冥界の王"を名乗る少女、氷室亜夜花が居座っていた。天人は自分の居場所を確保するために、亜夜花をあの手この手で誘い出そうとするが……。

## 登場人物

### ニュートラルハウスの住人
名塚 天人（なつか たかと）
本作の主人公。半天使（ネフィリム）。常人より肉体が少しばかり強靭で、意識した方向に重力を傾ける能力を持っている。曙光山学園に入学し、通学のために学生寮である「紅南寮」（通称：ニュートラルハウス）に入寮することになった。
自分が入る予定だった部屋に、既に亜夜花が住んでいたことで、彼女と部屋をめぐって争うことになる。梨玖の事件の後、『天秤の会』に入会する。
氷室 亜夜花（ひむろ あやか）
本作のヒロイン。冥界の王。ネトゲ廃人で、部屋には沢山のDVDやコミック、ゲームが散乱している。いわゆるひきこもりだが、「生活を一室で完結させているだけ」と言ってはばからない。彼女が住む部屋をめぐって、天人と争うことになる。
生死を操る力を持っているが、神々の力が弱まったことにより、彼女もまたその力が弱体化している。とはいえ、それでも生死の契約に干渉したり、不死者をあるべき姿へ戻したりすることができる。ただし、戦乙女の領分である『勇敢に戦ったもの』に対しては干渉することができない。
ある理由から人間が嫌いになり、部屋に引きこもるようになる。そんな中、自分と同じ境遇にありながら人のために動く天人と出会い、その姿に憧れを抱くようになる。梨玖の事件が終わってからは、天人との関係も良好になった。それ以降は天人に好意を寄せているような描写が増え、天人のいる時だけ外出したり、どこかに行くときは付いて来たりするようになるものの、肝心の天人には気づいてもらえない。
御子神てとら（みこがみ -）
ニュートラルハウスこと紅南寮の寮長。スゴイ神様（？）らしい。正確な能力は明かされていないが、1巻の最後で死をキャンセルさせたかのような描写が見られる。
柚原 千那（ゆずはら せんな）
高校三年生。その正体は戦神。万那の姉。
柚原 万那（ゆずはら まな）
戦神で、千那の妹。
和泉 コウタ（いずみ -）
ドライな小学生魔術師。ニュートラルハウスにおける唯一の純人間。兄のリョウタとは血が繋がっていないが、付き合いが長いので一応そういうことにしている。実は女の子
和泉 リョウタ（いずみ -）
コウタの兄で、どこか退廃的な感じがする20歳くらいの男。その正体は悪魔。
羽村 梨玖（はむら りく）
天人の幼馴染みの中学三年生。元は人間だったが事故のため家族を失ったせいで天涯孤独となり、ある思いから吸血鬼に転化してニュートラルハウスに身を寄せる。
ウルリカ
亜夜花付のメイド。自称『最高の犬』。幼い少女の姿をしており、犬の耳と尻尾がある。一人称は「ウルリカ」で、「～なのです」を語尾につけて話す。
子供の姿をしているが、気を抜くと元の犬の姿に戻る。怪力で、天人がいくら戦っても全く歯が立たない。

## 既刊一覧
1. 2011年3月1日 初版 ISBN 978-4-7986-0196-0
2. 2011年6月1日 初版 ISBN 978-4-7986-0236-3
3. 2011年9月1日 初版 ISBN 978-4-7986-0285-1
4. 2012年1月1日 初版 ISBN 978-4-7986-0323-0
5. 2012年4月1日 初版 ISBN 978-4-7986-0384-1
6. 2012年7月1日 初版 ISBN 978-4-7986-0425-1
7. 2012年11月1日 初版 ISBN 978-4-7986-0496-1
8. 2013年3月1日 初版 ISBN 978-4-7986-0567-8